# Per-Erik Lindahl
Per-Erik Lindahl, född 4 september 1921 i Sankt Matteus församling i Stockholm, död 7 juni 2007 i Vinslövs församling i Skåne, var en svensk författare och boksamlare.
Per-Erik Lindahl arbetade som lärare vid Hässleholms tekniska skola, författade ett antal böcker om Eric Hermelin och belönades med Hässleholms kommun kulturstipendium 1976. Tillsammans med kulturnämnden anordnade Lindahl en vandringsutställning om Eric Hermelin. Under arbetet med Ångesthjulets svängningar - en biografi om Eric Hermelin, 1976, hade Per-Erik Lindahl professor Carl Fehrman som handledare.
Per-Erik Lindahl promoverades till hedersdoktor vid Lunds universitets humanistiska fakultet 1989.